# Saison 2013-2014 du Stade français Paris rugby
Cette page présente la saison 2013-2014 du Stade français Paris rugby.

## Entraîneurs
L'équipe professionnelle est entraînée par Gonzalo Quesada, Patricio Noriega et Jeff Dubois

## La saison

### Pré-saison
- Aviron bayonnais - Stade français : 19 - 10
- SU Agen - Stade Français: 19 - 23

## Effectif 2013-2014
| Nom                            | Poste                  | Naissance         | Nationalité sportive | International | Dernier club            | Arrivée au club (année) | JIFF |
| ------------------------------ | ---------------------- | ----------------- | -------------------- | ------------- | ----------------------- | ----------------------- | ---- |
| Rémi Bonfils                   | Talonneur              | 26/09/1988        | France               | -             | PUC                     | 2008                    | OUI  |
| Aled de Malmanche              | Talonneur              | 11/09/1984        | Nouvelle-Zélande     |               | Chiefs                  | 2011                    | NON  |
| Laurent Sempéré                | Talonneur              | 09/07/1985        | France               | -             | Racing Métro 92         | 2008                    | OUI  |
| Michael Thomas van Vuuren (en) | Talonneur              | 28/09/1991        | Afrique du Sud       | -             | Free State Cheetahs     | 2012                    | NON  |
| David Attoub                   | Pilier                 | 07/06/1981        | France               |               | Castres olympique       | 2007                    | OUI  |
| Romain Frou                    | Pilier                 | 03/01/1984        | France               | -             | RC Toulon               | 2012                    | OUI  |
| Rabah Slimani                  | Pilier                 | 18/10/1989        | France               |               | AAS Sarcelles           | 2004                    | OUI  |
| Davit Kubriashvili             | Pilier                 | 03/12/1986        | Géorgie              |               | RC Toulon               | 2013                    | OUI  |
| Benjamin Chabert               | Pilier                 | 13/02/1989        | France               | -             | Formé au club           | 2011                    | OUI  |
| Heinke van der Merwe           | Pilier                 | 05/03/1985        | Afrique du Sud       |               | Leinster Rugby          | 2013                    | NON  |
| Sakaria Taulafo                | Pilier                 | 29/01/1983        | Samoa                |               | London Wasps            | 2013                    | NON  |
| Zurab Zhvania                  | Pilier                 | 23 septembre 1991 | Géorgie              |               | RC AIA Kutaisi (en)     | 2011                    | NON  |
| Juan Cruz Guillemain           | Deuxième ligne         | 21/08/1992        | Argentine            | -             | Jockey Club San Juan    | 2012                    | NON  |
| Alexandre Flanquart            | Deuxième ligne         | 09/10/1989        | France               |               | Lille Rugby             | 2006                    | OUI  |
| Gerhard Mostert                | Deuxième ligne         | 29/04/1986        | Afrique du Sud       |               | Sharks                  | 2011                    | NON  |
| Pascal Papé (cap.)             | Deuxième ligne         | 05/10/1980        | France               |               | Castres olympique       | 2007                    | OUI  |
| Carl Wegner                    | Deuxième ligne         | 07/02/1991        | Afrique du Sud       | -             | Free State Cheetahs     | 2012                    | OUI  |
| Anton van Zyl                  | Deuxième ligne         | 23/02/1980        | Afrique du Sud       | -             | Stormers                | 2011                    | NON  |
| Antoine Burban                 | Troisième ligne aile   | 22/07/1987        | France               |               | PUC                     | 2006                    | OUI  |
| Nicolas Garrault               | Troisième ligne aile   | 15/06/1991        | France               | -             | Formé au club           | -                       | OUI  |
| Scott LaValla                  | Troisième ligne aile   | 04/07/1988        | États-Unis           |               | Dublin University FC    | 2011                    | NON  |
| Benjamin Macome                | Troisième ligne aile   | 10/01/1986        | Argentine            | -             | Pampas XV               | 2013                    | NON  |
| Olivier Missoup                | Troisième ligne aile   | 05/02/1981        | France               | -             | RC Toulon               | 2012                    | OUI  |
| Sylvain Nicolas                | Troisième ligne aile   | 21/06/1987        | France               | -             | Stade toulousain        | 2013                    | OUI  |
| Pierre Rabadan                 | Troisième ligne aile   | 03/07/1980        | France               |               | PARC                    | 1998                    | OUI  |
| David Lyons                    | Troisième ligne centre | 15/06/1980        | Australie            |               | Llanelli Scarlets       | 2011                    | NON  |
| Sergio Parisse                 | Troisième ligne centre | 13/09/1983        | Italie               |               | Benetton Trévise        | 2005                    | NON  |
| Julien Dupuy                   | Demi de mêlée          | 19/12/1983        | France               |               | Leicester Tigers        | 2009                    | OUI  |
| Jérôme Fillol                  | Demi de mêlée          | 10/02/1978        | France               |               | Racing Métro 92         | 2011                    | OUI  |
| Richard Kingi                  | Demi de mêlée          | 17/03/1989        | Australie            |               | Melbourne Rebels        | 2013                    | NON  |
| Morné Steyn                    | Demi d'ouverture       | 11/07/1984        | Afrique du Sud       |               | Bulls                   | 2013                    | NON  |
| Peter Lydon                    | Demi d'ouverture       | 19/10/1992        | Irlande              | -             | Formé au club           | 2013                    | OUI  |
| Jules Plisson                  | Demi d'ouverture       | 20/08/1991        | France               |               | AC Boulogne-Billancourt | 2007                    | OUI  |
| Julien Arias                   | 3/4 aile               | 26/10/1983        | France               |               | US Colomiers            | 2004                    | OUI  |
| Djibril Camara                 | 3/4 aile               | 22/06/1989        | France               | -             | Formé au club           | -                       | OUI  |
| Digby Ioane                    | 3/4 aile               | 14/07/1985        | Australie            |               | Queensland Reds         | 2013                    | NON  |
| Waisea Nayacalevu              | Ailier                 | 26 juin 1990      | Fidji                |               | Melbourne RUFC (en)     | 2012                    | NON  |
| Jérémy Sinzelle                | 3/4 aile               | 02/07/1990        | France               | -             | RC Toulon               | 2012                    | OUI  |
| Meyer Bosman                   | 3/4 centre             | 19/04/1985        | Afrique du Sud       |               | Sharks                  | 2013                    | NON  |
| Adrea Cocagi                   | 3/4 centre             | 01/03/1994        | Fidji                | -             | L'Aquila Rugby          | 2013                    | NON  |
| Jonathan Danty                 | 3/4 centre             | 07/10/1992        | France               |               | Formé au club           | -                       | OUI  |
| Geoffrey Doumayrou             | 3/4 centre             | 16/09/1989        | France               | -             | Montpellier HR          | 2012                    | OUI  |
| Martín Rodríguez Gurruchaga    | 3/4 centre             | 04/12/1985        | Argentine            | -             | Pampas XV               | 2010                    | NON  |
| Paul Williams                  | 3/4 centre             | 22/04/1983        | Samoa                |               | Sale Sharks             | 2011                    | NON  |
| Hugo Bonneval                  | Arrière                | 19/11/1990        | France               |               | Formé au club           | -                       | OUI  |
| Jérôme Porical                 | Arrière                | 20/09/1985        | France               |               | USA Perpignan           | 2012                    | OUI  |

## Calendrier[3]

### Top 14
| - Football club de Grenoble rugby – Stade français : 19 - 16 - USA Perpignan – Stade français : 27 - 28 - Stade français – Biarritz olympique : 38 - 3 - Castres olympique – Stade français : 38 - 10 - Stade français – ASM Clermont Auvergne : 23 - 16 - Stade français – CA Brive : 25 - 18 - Union sportive Oyonnax rugby – Stade français : 15 - 16 - Stade français – Montpellier HRC : 18 - 11 - Stade toulousain – Stade français : 18 - 10 - Racing Métro 92 – Stade français : 16 - 12 - Stade français – Aviron bayonnais : 13 - 9 - Union Bordeaux Bègles – Stade français : 45 - 23 - Stade français – RC Toulon : 23 - 0 | - Stade français – Football club de Grenoble rugby : 21 - 6 - Stade français – USA Perpignan : 19 - 12 - Biarritz olympique – Stade français : 6 - 18 - Stade français – Castres olympique : 32 - 6 - ASM Clermont Auvergne – Stade français : 25 - 13 - CA Brive – Stade français : 28 - 12 - Stade français – Union sportive Oyonnax rugby : 29 - 26 - Montpellier HRC – Stade français : 19 - 10 - Stade français – Stade toulousain : 27 - 27 - Stade français – Racing Métro 92 : 22 - 32 - Aviron bayonnais – Stade français : 24 - 19 - Stade français – Union Bordeaux Bègles : 37 - 23 - RC Toulon – Stade français : 17 - 15 |

Avec 14 victoires, 1 match nul et 11 défaites et un total de 65 points le Stade français Paris termine à la 7e place et ne se qualifie pas pour la phase finale du championnat de France 2013-2014.

### Amlin Challenge Cup
Dans l'Amlin Challenge Cup le Stade français Paris fait partie de la poule 5 et sera opposé aux Anglais du London Irish, des Italiens du I Cavalieri Prato et aux Portugais du Lusitanos XV.
| - 10/10/2013; Stade Français - Lusitanos XV : 61 - 3 - 19/10/2013; I Cavalieri Prato - Stade Français: 16-17 - 08/12/2013; London Irish - Stade Français : 24 - 13 | - 14/12/2013; Stade Français - London Irish : 32 - 14 - 11/01/2014; Stade Français - I Cavalieri Prato : 31-3 - 18/01/2014; Lusitanos XV - Stade Français : 15 - 48 |

Avec 5 victoires et 1 défaite, le Stade français termine 1er de la poule 5 devant London Irish, I Cavalieri Prato et Lusitanos XV se qualifiant ainsi pour les quarts de finale du Challenge européen.
Quarts de finale
- 04/04/2014; Stade Français - Harlequins'  : 9 - 29

Le Stade Français est éliminé

## Statistiques

### Statistiques collectives
Attaque :
- 529 points marqués (46 essais, 34 transformations, 72 pénalités, 5 drops)

Défense :
- 496 points encaissés (46 essais, 31 transformations, 68 pénalités, 0 drops)

### Statistiques individuelles
Meilleur réalisateur :
- Julien Dupuy avec 106 points en Top 14 (2 essais, 12 transformations, 24 pénalités et 0 drops)

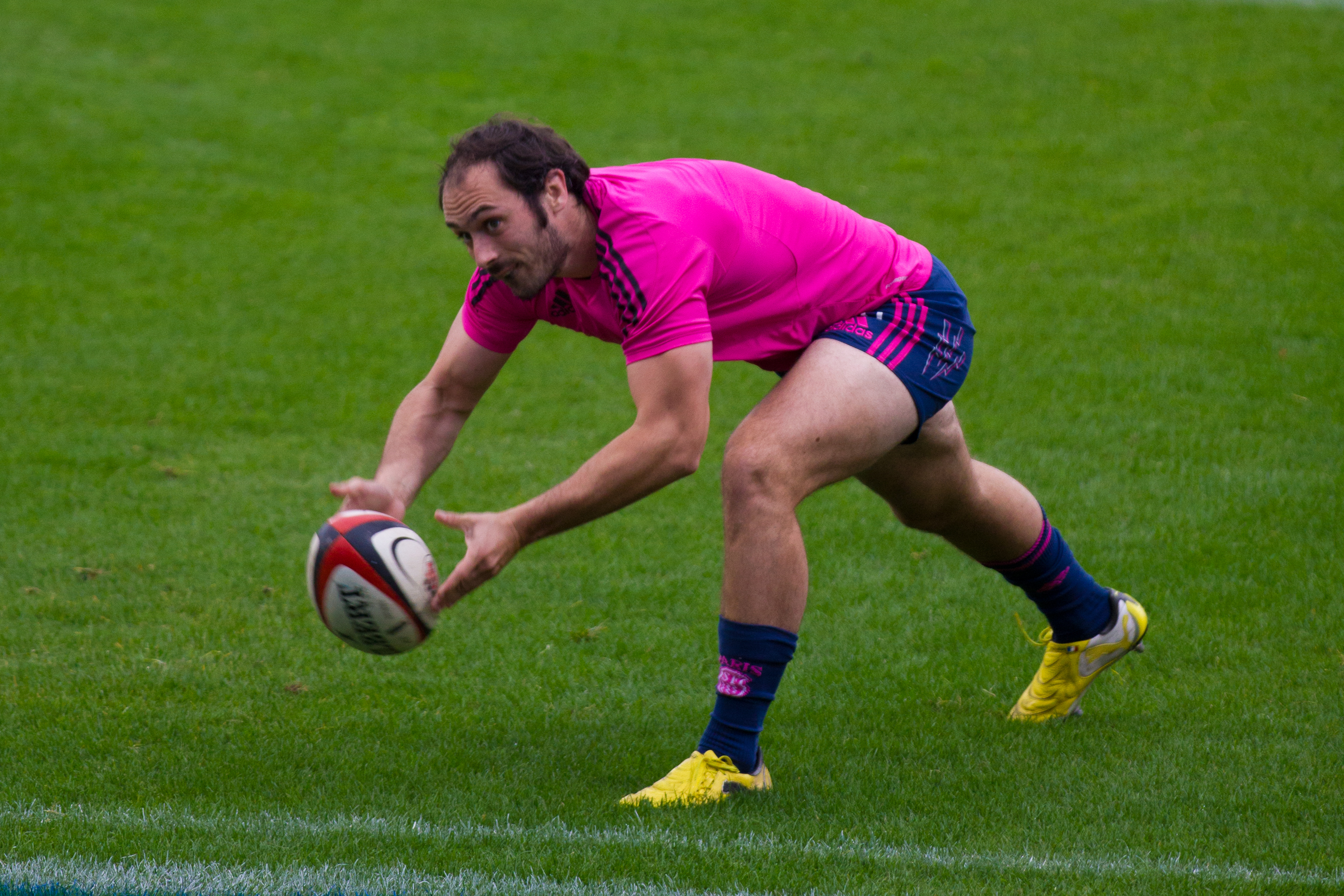
Julien Dupuy